# Liste des centrales nucléaires en Belgique
La liste des centrales nucléaires de Belgique compte un total de cinq réacteurs nucléaires en fonctionnement répartis dans deux centrales nucléaires. Trois réacteurs nucléaires sont définitivement arrêtés. La conception des réacteurs provient de la technologie américaine Westinghouse (REP). En 2021, ils ont produit 50,8% de l'électricité belge. 
| \| Doel Tihange SCK-CEN Chooz Cattenom Gravelines Borssele \| Localisation des centrales nucléaires en Belgique et alentour |
| Doel Tihange SCK-CEN Chooz Cattenom Gravelines Borssele                                                                     |

## Les réacteurs électrogènes
Quatre réacteurs nucléaires électrogènes sont en service en Belgique, répartis dans 2 centrales, la centrale nucléaire de Doel et la centrale nucléaire de Tihange ; quatre réacteurs sont définitivement arrêtés. Tous ces réacteurs appartiennent à la filière des réacteurs à eau pressurisée. Leurs caractéristiques sont données dans le tableau ci-après. Le rang indique le numéro d'ordre de mise en service de chacun des réacteurs. Ainsi Doel-1 a été le 2e réacteur mis en service en Belgique. 
La puissance brute correspond à la puissance maximum disponible aux bornes de l'alternateur (hors consommation interne de la centrale). La puissance nette correspond quant à elle à la puissance installée disponible pour alimenter le réseau. 
Mis en service en octobre 1975, Tihange-1 est le réacteur le plus ancien en activité en Belgique. Tihange-3 est quant à lui le 8e et dernier à avoir été mis en service en Belgique en septembre 1985.
En 2021, 50,8% de l'électricité produite en Belgique est d'origine nucléaire.
| Centrale nucléaire | Nom du réacteur | Rg  | Type         | Modèle            | Puissance [MW] | Puissance [MW]      | Puissance [MW]      | Exploitant | Construct.     | Début constr. | Raccord. au réseau | Mise en service comm.                                 | Mise à l’arrêt                                        |
| Centrale nucléaire | Nom du réacteur | Rg  | Type         | Modèle            | therm. (MWt)   | électr. brute (MWe) | électr. nette (MWe) | Exploitant | Construct.     | Début constr. | Raccord. au réseau | Mise en service comm.                                 | Mise à l’arrêt                                        |
| ------------------ | --------------- | --- | ------------ | ----------------- | -------------- | ------------------- | ------------------- | ---------- | -------------- | ------------- | ------------------ | ----------------------------------------------------- | ----------------------------------------------------- |
| Doel               |                 |     |              |                   |                |                     |                     |            |                |               |                    |                                                       |                                                       |
| DOEL-1             | 2               | REP | WE (2 loops) | 1192              | 454            | 433                 | Electrabel          | ACECOWEN   | 1969           | 1975          | 1975               | 15 fév. 2025                                          |                                                       |
| DOEL-2             | 4               | REP | WE (2 loops) | 1311              | 454            | 433                 | Electrabel          | ACECOWEN   | septembre 1971 | août 1975     | décembre 1975      | (1er déc. 2025)                                       |                                                       |
| DOEL-3             | 5               | REP | WE 3-loops   | 3054              | 1066           | 1006                | Electrabel          | FRAMACECO  | janvier 1975   | juin 1982     | oct 1982           | 23 sept. 2022                                         |                                                       |
| DOEL-4             | 7               | REP | WE 3-loops   | 2988              | 1094           | 1047                | Electrabel          | ACECOWEN   | décembre 1978  | avril 1985    | juillet 1985       | (1er juil. 2025) Projet de prolongation jusqu'en 2035 |                                                       |
| Tihange            | TIHANGE-1       | 3   | REP          | Framatome 3 loops | 2873           | 1009                | 962                 | Electrabel | ACLF           | juin 1970     | mars 1975          | oct 1975                                              | (1er oct. 2025)                                       |
| Tihange            | TIHANGE-2       | 6   | REP          | WE 3-loops        | 3064           | 1055                | 1008                | Electrabel | FRAMACECO      | avril 1976    | oct 1982           | juin 1983                                             | 31 jan. 2023                                          |
| Tihange            | TIHANGE-3       | 8   | REP          | WE 3-loops        | 3000           | 1102                | 1054                | Electrabel | ACECOWEN       | novembre 1978 | juin 1985          | septembre 1985                                        | (1er sept. 2025) Projet de prolongation jusqu'en 2035 |
| SCK CEN            | BR-3            | 1   | REP          | prototype         | 40,9           | 12                  | 10,5                | Electrabel | Westinghouse   | novembre 1957 | octobre 1962       | octobre 1962                                          | juin 1987                                             |

### Projets abandonnés
Le conseil communal d'Andenne avait signé avec Intercom en 1969 une convention planifiant l'implantation d'une troisième centrale nucléaire sur le territoire de la commune. Le projet est refusé lors d'une consultation populaire organisée par les élus locaux en 1978.

## Sortie du nucléaire
En 2003, la Belgique prévoit la sortie du nucléaire civil à partir de 2015, mais en juin 2015 le législateur prolonge de dix ans le droit d'exploitation de Doel 1 et 2.
Doel 3 est arrêté définitivement le 23 septembre 2022 et Tihange 2 le 31 janvier 2023.
Tihange 3 et Doel 4 devaient être mis à l’arrêt définitif respectivement en juillet et en septembre 2025. 
Après l'invasion russe en Ukraine, le gouvernement belge - en prévision d'une réduction de la dépendance belge aux énergies fossiles d'origine russe - décide la prolongation de l'exploitation des réacteurs Tihange 3 et Doel 4 pour dix années, (soit une prolongation de la capacité nucléaire de 2 GW).

## Les réacteurs de recherche
La Belgique dispose de trois réacteurs nucléaires de recherche opérationnels : 
- BR-1, démarré en 1956 au centre de recherche nucléaire SCK•CEN à Mol.
- BR-2, démarré en 1962 au centre de recherche nucléaire SCK•CEN.
- VENUS-F[16], démarré en 2010 au centre de recherche nucléaire SCK•CEN (VENUS modifié).

Un quatrième réacteur de recherche est en projet :
- MYRRHA : prototype de réacteur nucléaire piloté par accélérateur.

Quatre autres ne sont plus opérationnels :
- VENUS (Vulcan Experimental Nuclear System), démarré en 1964 au centre de recherche nucléaire SCK•CEN. Il a commencé à être transformé en 2008 pour l'expérience GUINEVERE[16].
- BR-3, démarré en 1962 au centre de recherche nucléaire SCK•CEN, arrêté à la fin de sa licence en 1987. Il a été démantelé de 1989 à 2009.
- Thetis, démarré en 1967 à l'UGent, arrêté le 17 décembre 2003. Il a été démantelé entre 2013 et 2015 et son autorisation a officiellement été retirée le 14 décembre 2015 par arrêté royal[17].

### Acronymes
1. ↑  ACECOWEN : Acec-Cockerill-Westinghouse
2. ↑  FRAMACECO : Framatome-Acec-Cockerill
3. ↑  ACLF : Acecowen - Creusot Loire - Framatome